# Farlowella gianetii
Farlowella gianetii é uma espécie de bagre da família dos cascudos. É nativo da América do Sul, onde ocorre na bacia do alto rio Xingu, no estado de Mato Grosso, no Brasil. A espécie atinge pelo menos 12,1 cm  de comprimento. Foi descrito em 2016, por Gustavo A. Ballen (da Universidade de Londres), Murino NL Pastana (do Smithsonian Institution) e Luiz Peixoto (da Universidade de São Paulo). Seu nome específico, gianetii, homenageia o Dr. Michel Donato Gianeti, gestor das coleções ictiológicas da Universidade de São Paulo.